# Minuartia filifolia
Minuartia filifolia är en nejlikväxtart som först beskrevs av Peter Forsskål, och fick sitt nu gällande namn av Johannes Mattfeld. Minuartia filifolia ingår i släktet nörlar, och familjen nejlikväxter. Inga underarter finns listade i Catalogue of Life.